# Пронь (посёлок)
Пронь — посёлок в Кимовском районе Тульской области России. 
В рамках административно-территориального устройства входит в Пронский сельский округ Кимовского района, в рамках организации местного самоуправления входит в сельское поселение Новольвовское.

## География
Посёлок расположен в 7 км к северу от города Кимовска, на обоих берегах ручья Проня (притока Марковки, впадающей в более крупную реку Проня). 
К посёлку примыкают деревни Дудкино (на северо-западе) и Новоселки (на юго-западе).

## Население
| 2002 | 2010 |
| ---- | ---- |
| 807  | ↗815 |

## Инфраструктура и достопримечательности
В посёлке с 1911 года действует Пронский спиртзавод.
В Прони находится Введенская церковь 1781 года постройки.